# 小鹿沢川
小鹿沢川（おしかざわがわ）は、静岡県静岡市駿河区小鹿を流れる二級河川である。

## 地理
隣接する大慈悲院川、長沢川、大正寺沢川と同様に有度山西側を水源とし、住宅地をぬけて大谷川放水路へ流入する急流河川である。有度山の地質が主に砂礫で構成され水はけが良い為、雨量が少ないときは頻繁に水涸れが生ずる。
上流部にはテニスコート10面・グラウンドゴルフ場を含む有度山総合公園が整備され、公園内を小鹿沢川が横断する。
二級河川としての管理起点は法伝寺別院の脇の堰堤下流端となる。
小鹿沢川と長沢川に挟まれた土地に、古くは溜池として利用された二ツ池が残るが、現在は東半分が埋め立てられて小鹿公園の一部となっている。

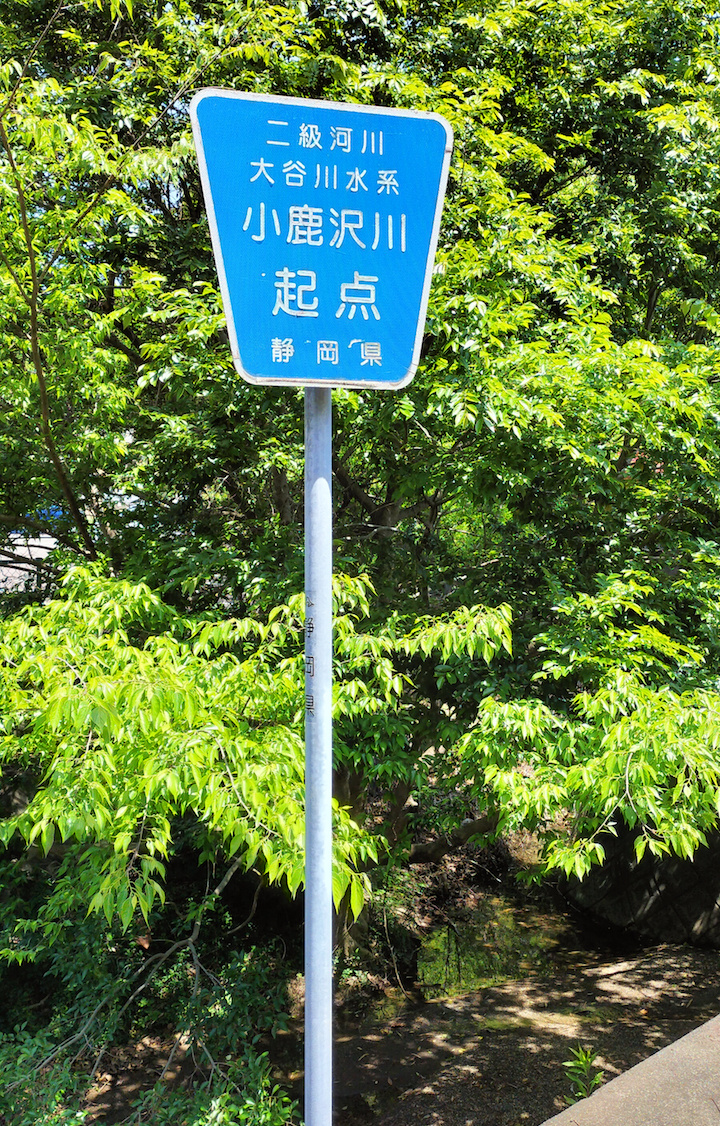
小鹿沢川管理起点（2023年5月撮影）
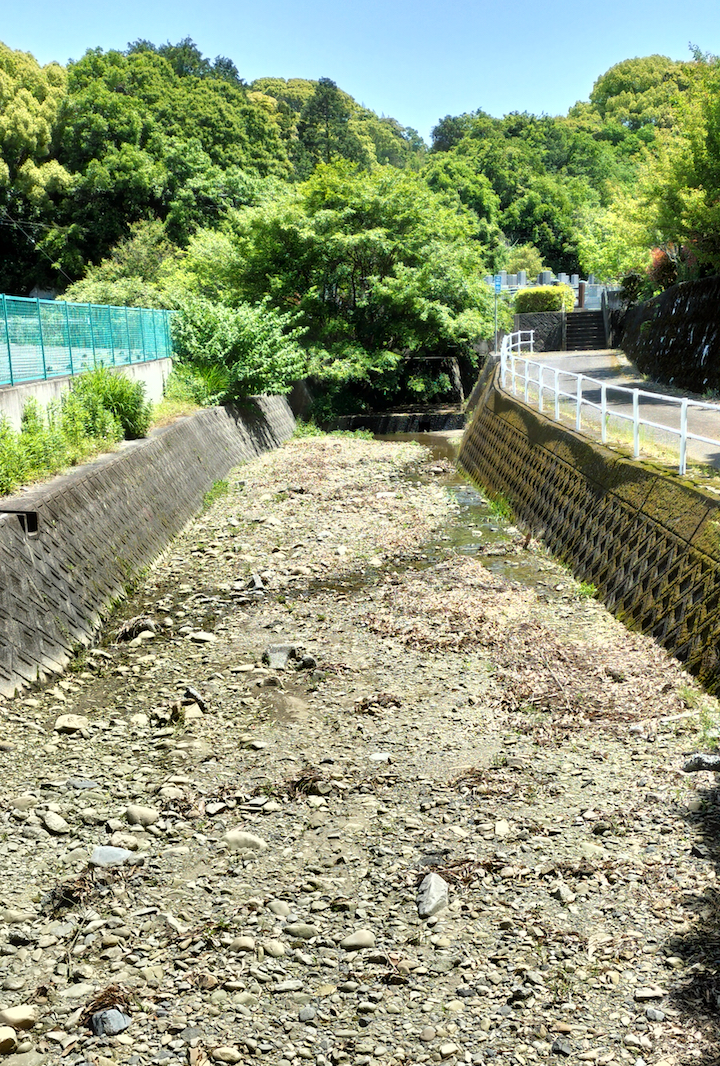
法伝寺別院の脇で水涸れする小鹿沢川（2023年5月撮影）
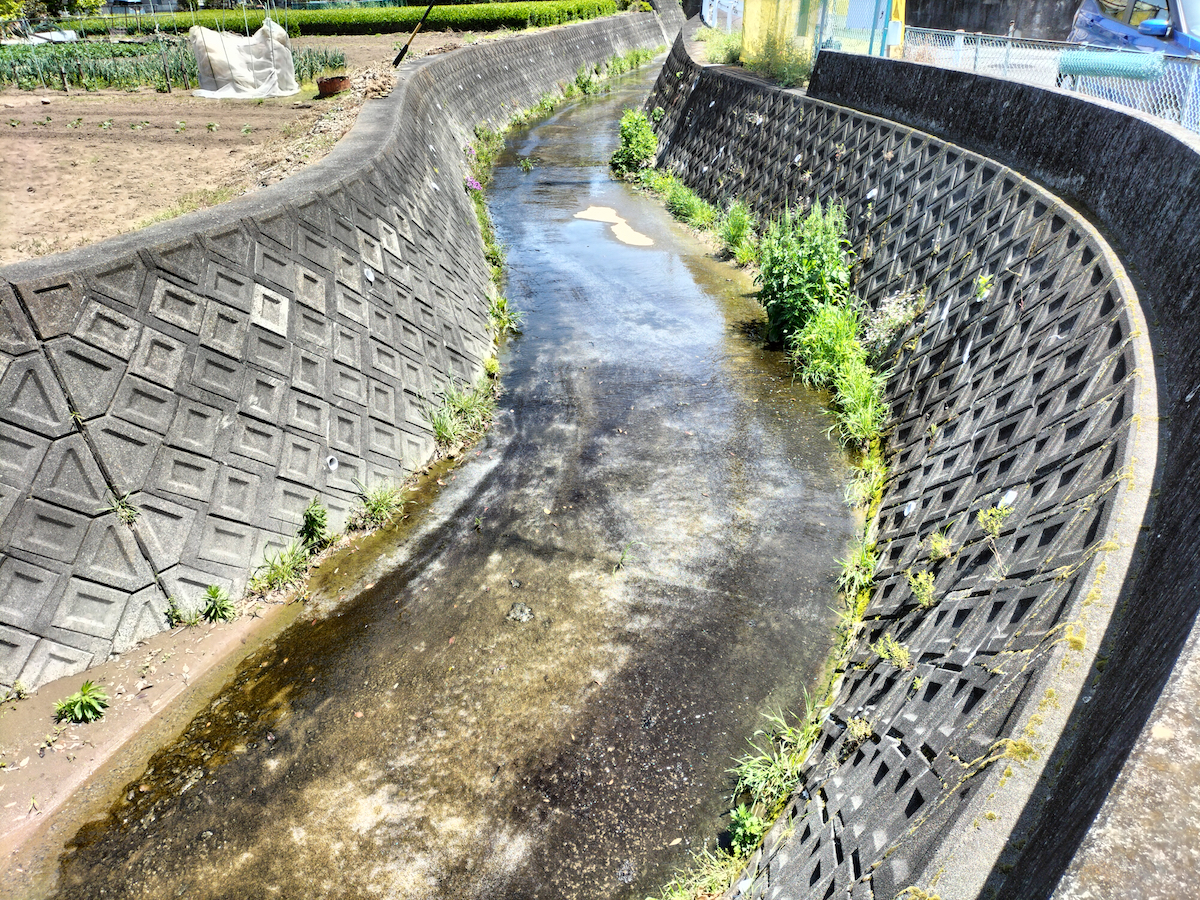
住宅街を流下する小鹿沢川（2023年5月撮影）
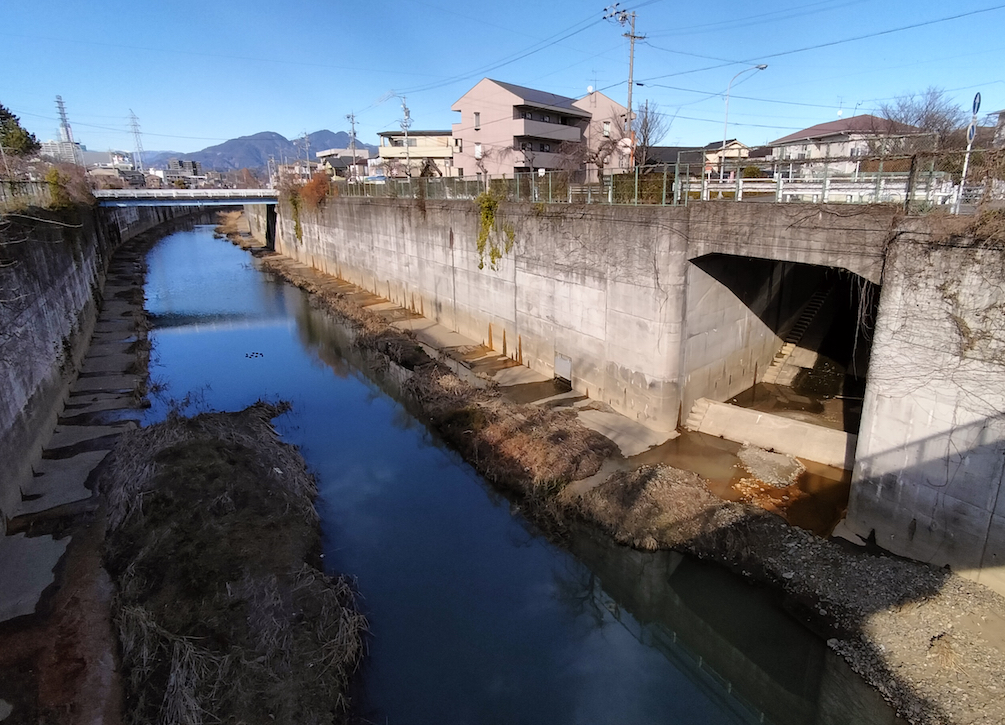
大谷川放水路（左）に合流する小鹿沢川（右）（2023年1月撮影）